# Região Geográfica Imediata de Piraju
A Região Geográfica Imediata de Piraju é uma das 53 regiões imediatas do estado brasileiro de São Paulo, uma das cinco regiões imediatas que compõem a Região Geográfica Intermediária de Marília e uma das 509 regiões imediatas no Brasil, criadas pelo IBGE em 2017.
É composta por 5 municípios, tendo uma população estimada pelo IBGE para 1.º de julho de 2017, de 56 866 habitantes e uma área total de 1 568,349 km².

## Municípios
Fonte: IBGE – Cidades
| Município | População Estimada (2017) | Área (km²) |
| --------- | ------------------------- | ---------- |
| Fartura   | 16 028                    | 429.171    |
| Piraju    | 29 790                    | 504.591    |
| Sarutaiá  | 3 681                     | 141.608    |
| Tejupá    | 4 677                     | 296.189    |
| Timburi   | 2 690                     | 196.79     |
| Total     | 56 866                    | 429,171    |